# Oppervlaktechemie
De oppervlaktechemie of grensvlakchemie is een tak van de scheikunde die de materie bestudeert vanuit het standpunt van oppervlakken (doorgaans van vaste stoffen) of fasegrenzen waarbij op zijn minst één vaste stof betrokken is. Adsorptie en repulsie zijn belangrijke fenomenen binnen deze discipline. Voor de katalyse (eveneens deeltak van de chemie) is het fenomeen oppervlak van uiterst groot belang, aangezien de meeste katalysatoren werken vanuit oppervlakken zodat de totale specifieke oppervlakte ook de efficiëntie van de katalysator bepaalt. Een welbekend voorbeeld is de katalytische hydrogenering van alkenen tot verzadigde verbindingen. Deze verloopt door middel van palladium op koolstof (Pd/C) als katalysator: het palladium bindt waterstofgas aan het oppervlak om op die manier efficiënte en snelle hydrogenering te bewerkstelligen.